# راتلسدورف
راتلسدورف (به آلمانی: Rattelsdorf) یک منطقهٔ مسکونی در آلمان است که در بامبرگ واقع شده‌است. راتلسدورف ۴٬۵۴۴ نفر جمعیت دارد.